# Przyłożenie (rugby)

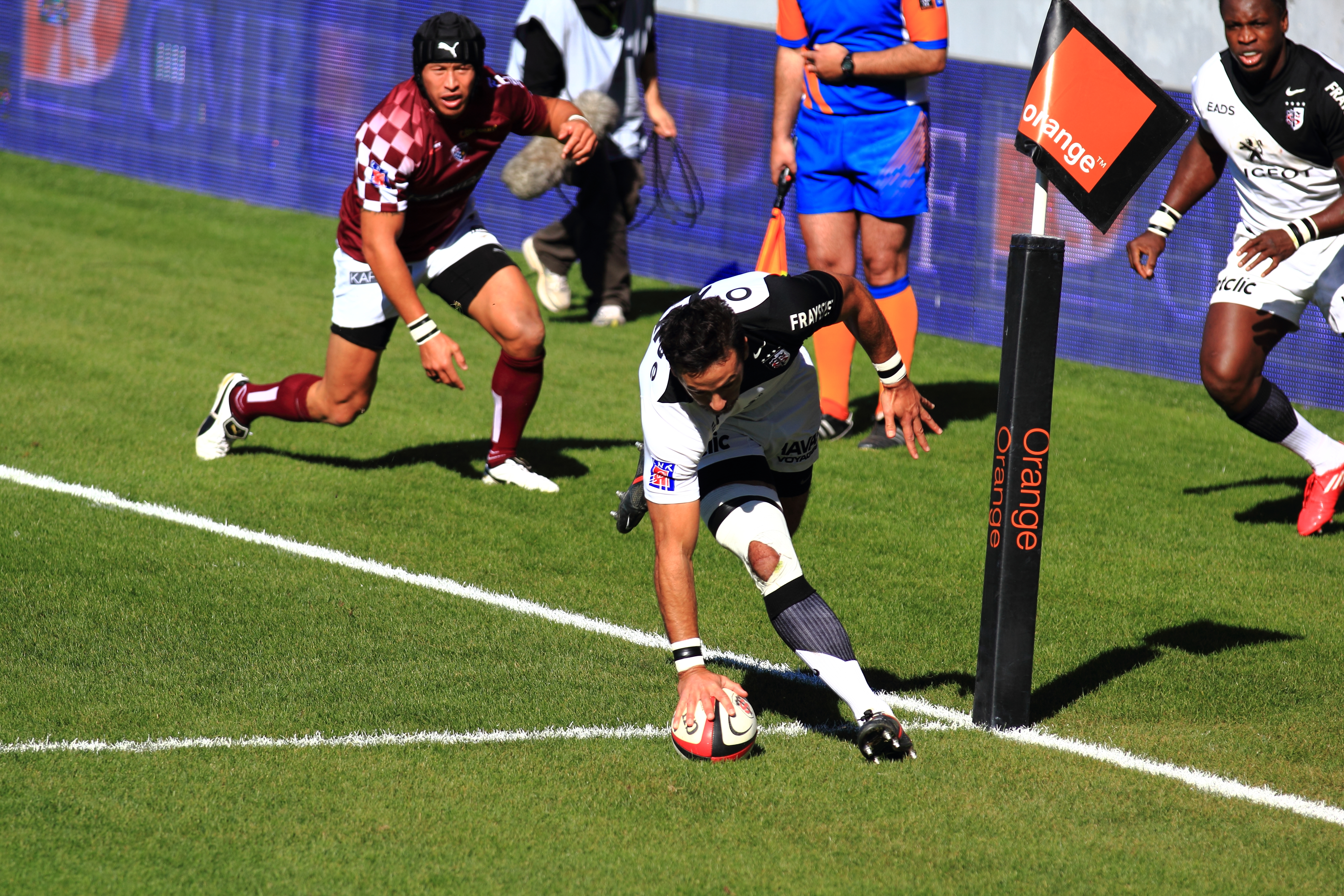
Przykład przyłożenia.

Przyłożenie (ang. try) – główna, najwyżej punktowana metoda zdobywania punktów w rugby union i rugby league. Punkty poprzez przyłożenie zdobywa się przykładając piłkę na polu punktowym przeciwnika (na lub za linią bramkową). W zależności od odmiany rugby różne są definicje samego przyłożenia jak i pola punktowego.
Angielska nazwa try pochodzi od pierwotnego znaczenia tego działania. Przyłożenie początkowo nie dawało punktów drużynie je wykonującej, pozwalało jednak wykonać próbę kopnięcia na bramkę przeciwnika.
Przyłożenie ma w rugby analogiczną funkcję jak touchdown w futbolu amerykańskim, przy czym warunkiem wystarczającym do touchdownu jest wbiegnięcie z piłką na pole punktowe przeciwnika, przyłożenie zaś spełnione jest wyłącznie, gdy piłka jednocześnie jest w kontakcie z polem punktowym drużyny przeciwnej oraz z zawodnikiem atakującym, który w momencie przykładania piłki znajduje się w polu gry lub polu przyłożeń. W obydwu odmianach rugby istnieje pojęcie touch down jednak odnosi się ono do przyłożenia obronnego, które zawodnik broniący może wykonać, gdy drużyna przeciwna wprowadzi piłkę na jego pole punktowe, a on ją tam przejmie.

## Zaliczenie przyłożenia
W obydwu głównych odmianach rugby istnieją pewne różnice w przepisach dotyczących przyłożenia oraz w ich interpretacji, jednak podstawowe założenia są identyczne.

### Warunki wspólne dla rugby union i rugby league
- Gracz trzymający piłkę, ani sama piłka nie mogą przed spełnieniem przyłożenia znajdować się poza boiskiem. W szczególności nie mogą mieć kontaktu z: linią autową, linią autową pola przyłożeń oraz linią martwej piłki (za polem przyłożeń), które są wyrysowane poza boiskiem. Zawodnik lub piłka znajdują się poza boiskiem wyłącznie gdy została dotknięta ziemia poza boiskiem bądź chorągiewka na linii autowej. Aut nie występuje, gdy część ciała zawodnika bądź cały zawodnik znajdują się poza polem gry i polem przyłożeń, ale nie mają kontaktu z podłożem poza boiskiem. Dość powszechne jest spełnienie przyłożenia przez zawodnika, który wypada poza boisko, ale jeszcze nie dotknął podłoża poza nim.
- Piłka musi być przyłożona w polu przyłożeń, przy czym linia bramkowa należy do tego pola (często nazywana jest linią pola przyłożeń), zaś linie autowe pola przyłożeń i linia martwej piłki nie należą do niego i kontakt piłki z nimi skutkuje niezaliczeniem przyłożenia.
- W obydwu odmianach rugby przyłożenie polega na dotknięciu trzymaną w dłoniach piłką pola punktowego drużyny przeciwnej lub klepnięciu z góry leżącej na polu punktowym piłki przy pomocy dłoni, ramienia lub klatki piersiowej.
- Upuszczenie piłki w polu punktowym skutkuje niezaliczeniem przyłożenia (niezbędny jest kontakt między ciałem zawodnika i piłką). Sędzia interpretuje również, czy przyłożenie piłki było celowe i czy zawodnik panował nad piłką w chwili wykonania próby. Kontakt piłki z podłożem może być dowolnie krótki, gracz może oderwać piłkę od pola przyłożeń natychmiast po dotknięciu nią podłoża, nie skutkuje to nieuznaniem przyłożenia. Piłka po przyłożeniu staje się martwa, a więc nie ma konsekwencji również wypuszczenie jej do przodu po zaliczeniu próby.
- Przyłożenie zalicza się również, gdy zawodnik ataku upada przed polem przyłożeń przeciwnika po czym ślizgając się przykłada na nim piłkę.

### Przepisy specyficzne dla rugby union
- Gdy zawodnik atakujący chce przyłożyć piłkę leżącą już w polu przyłożeń przeciwnika musi dotknąć jej przed zawodnikiem drużyny broniącej. W razie wątpliwości co do kolejności dotknięcia piłki sędzia zarządza młyn na linii 5 metrów z wrzutem drużyny atakującej.
- Zawodnik, który znalazł się poza boiskiem w sytuacji gdy nie miał kontaktu z piłką może ją przyłożyć przez dociśnięcie do pola punktowego.
- Słupy bramki i ich osłony na poziomie ziemi są częścią linii bramkowej, a przez to i pola przyłożeń, zatem można zdobyć punkty przykładając do nich piłkę.
- Gracz może przyłożyć piłkę w młynie natychmiast po zetknięciu się jej z linią pola przyłożeń.
- Przepisy dotyczące rozgrywania młyna tracą moc w polu przyłożeń. W związku z tym gracz może odwiązać się od młyna i przyłożyć piłkę natychmiast po przekroczeniu przez nią linii bramkowej.
- Jeżeli zawodnik, który został zaatakowany w pobliżu linii pola przyłożeń natychmiast po ataku przyłoży piłkę do tej linii bądź za nią punkty za przyłożenie zostają przyznane.
- W przypadku wyznaczenia sędziego wideo sędzia główny może poprosić go o opinię na temat prawidłowości wykonania przyłożenia, jednak zgodnie z obecnymi przepisami sędzia wideo rozpatruje tylko trzy aspekty akcji: czy piłka została prawidłowo przyłożona, czy zawodnik albo piłka nie byli na aucie w chwili przyłożenia oraz czy nie miał miejsca faul.

### Przepisy specyficzne dla rugby league
- Piłka w momencie przyłożenia musi być dociśnięta do pola przyłożeń przy użyciu dłoni lub ramienia.
- Jednoczesne dotknięcie piłki leżącej w polu punktowym przez zawodnika atakującego i obrońcę jest równoznaczne z zaliczeniem punktów za przyłożenie.
- Zawodnik upadający, którego pęd nie pozwala na osiągnięcie linii przyłożeń przez piłkę zaś ramię trzymające piłkę zetknęły się z ziemią nie może wykonywać dodatkowego ruchu w stronę pola przyłożeń, gdy jest w kontakcie z obrońcą. Przyłożenie piłki po takim zagraniu nie zostaje zaliczone.
- Słupki bramki i ich osłony nie należą do pola punktowego.
- Zawodnik, który nie posiada piłki i znajduje się na aucie nie może jej przyłożyć, gdy ta znajduje się na polu przyłożeń i nie jest martwa (w przeciwieństwie do rugby union).
- Przyłożenie nie może być zdobyte w młynie, który przekroczył linię pola punktowego, jednak po opuszczeniu młyna przez piłkę gracz może podnieść ją, "przebić się" na drugą stronę swojej formacji i zdobyć punkty.
- Sędzia wideo ma znacznie szersze uprawnienia niż w rugby union. Decyduje on o prawidłowości zdobytego przyłożenia. Gdy powtórka nie jest jednoznaczna decyzję podejmuje sędzia główny. W wypadku wątpliwości zazwyczaj sytuację ocenia się na korzyść zespołu atakującego.

## Wartość punktowa
W rugby league od roku 1983 przyłożenie warte jest 4 punkty. Wcześniej drużyna atakująca za taką akcję otrzymywała 3 punkty. Przepisy rugby union wyceniają przyłożenie na 5 punktów; wartość ta wielokrotnie zmieniała się na przestrzeni lat.
W przypadku obu odmian rugby wykonanie przyłożenia daje szanse na dodatkowe 2 punkty dzięki rugby.
Mimo niższej wartości przyłożenia w rugby league jest ono dużo częściej przyjmowane jako podstawowy sposób zdobywania punktów ze względu na niewielką punktację za udane strzały na bramkę. W rugby union na wysokim poziomie częściej spotyka się punktowanie z kopów, ze względu na znacznie korzystniejszą niż w rugby league punktację oraz mniejsze niebezpieczeństwo wyprowadzenia kontrataku przez przeciwnika.

## Karne przyłożenie
W obydwu odmianach występuje tzw. karne przyłożenie. Sędzia może je przyznać, gdy uzna, że przyłożenie doszłoby do skutku, gdyby nie niezgodna z przepisami obrona drużyny przeciwnej. W rugby league przyłożenie to zawsze uznawane jest za odbyte pomiędzy słupami, w związku z czym podwyższenie po nim odbywa się z pozycji na wprost bramki. W rugby union nie wykonuje się podwyższenia, a drużyna automatycznie otrzymuje 7 punktów zamiast pięciu.